# Гідрогенізація за Нойорі

Гідрогенізація за Нойорі

Гідрогенізація за Нойорі — гомогенне асиметричне гідрування олефінових та карбонільних зв'язків каталізоване енантіочистим рутеній(ІІ) 2,2'-біс(дифенілфосфіно-1,1'-бінафтильним комплексом ((R)- ВІNАР-Ru(II)). Субстрати мусять мати в сусідніх до реакційного центра положеннях певні функціональні групи, які виступають спрямовуючими при перетворенні.